# Thyregis kershawi
Thyregis kershawi är en skalbaggsart som beskrevs av Blackburn 1904. Thyregis kershawi ingår i släktet Thyregis och familjen bladhorningar. Inga underarter finns listade i Catalogue of Life.